# Dan Monti
 (octobre 2014).
Dan Monti (né le 30 novembre 1982), aussi connu par son nom de scène Del Rey Brewer, est un musicien, compositeur, producteur et ingénieur du son qui a travaillé aux côtés d'artistes tels que Metallica, Slayer et Guns N' Roses. Cependant, la plus grande partie de son travail est avec Buckethead, qu'il a suivi en tournée en tant que bassiste.

## Carrière musicale
Monti est un guitariste et un bassiste, ajoutant fréquemment des parties de basse sur les albums de Buckethead Il est aussi le principal guitariste et directeur musical pour le groupe de tournée de Serj Tankian, The Flying Cunts of Chaos.
Dan et les membres de ce groupe étaient en studio en 2010 et 2011 pour enregistrer le premier album des F.C.C. Il n'y a encore aucune date prévue pour la sortie de l'album. Le groupe a sorti leur premier single intitulé "Daysheet Blues" sur iTunes en Juillet 2010. Dan est aussi le chanteur principal des F.C.C.[Qui ?]

## Carrière de producteur
Monti a été crédité sur de nombreux albums dans sa carrière, le premier étant Bucketheadland 2 en 2003 Il a depuis produit la plupart des albums de Buckethead. Il est aussi crédité sur beaucoup de ces albums en tant que bassiste, ainsi que co-auteur et mixeur. Monti a aussi contribué à certains albums de nombreux groupes connus, y compris les albums solo de Serj Tankian. Il est listé pour "ingénierie supplémentaire"[style à revoir] ou en tant qu'assistant ingénieur sur le récent album des Guns N' Roses Chinese Democracy, sur lequel apparaissait aussi Buckethead, et fut également crédité pour "édition numérique"[pas clair] sur Death Magnetic de Metallica et World Painted Blood de Slayer.